# El dotzé home
El dotzé home o El dotzè home (títol original en noruec, Den 12. mann) és una pel·lícula de drama d'època noruega del 2017 dirigida per Harald Zwart, protagonitzada per Thomas Gullestad com a Jan Baalsrud, qui s'escapa de l'ocupació dels nazis a Rebbenesøya, a través del fiord de Lyngen i Manndalen, a la Suècia neutral a la primavera de 1943. La pel·lícula, basada en fets històrics, va ser adaptada del llibre Jan Baalsrud and Those Who Saved Him (2001) de Tore Haug i Astrid Karlsen Scott.
S'ha doblat i subtitulat en català, tant en oriental central amb el nom d'El dotzè home com en valencià per a À Punt, en una versió exclusivament doblada, amb el títol d''El dotzé home.
Igual que el llibre, El dotzé home subratlla els esforços d'aquells que van ajudar Baalsrud a escapar, la qual cosa està en línia amb les declaracions del mateix Baalsrud sobre el coratge de la població local. La trama també detalla la recerca de Baalsrud des de la perspectiva dels comandaments del Sicherheitsdienst, que representa la fugida com un joc del gat i la rata entre l'Sturmbannführer Kurt Stage i Baalsrud.